# Emmanuelle Béart
Emmanuelle Béart (* 14. srpna 1963 Gassin, Var, Provence-Alpes-Côte d'Azur) je francouzská herečka, držitelka Césara za nejlepší ženský výkon ve vedlejší roli, jenž předvedla ve filmu Manon od pramene. Angažuje se také v humanitárních akcích a bojuje za práva imigrantů ve Francii.

## Osobní život
Narodila se na statku v Gasinnu poblíž Saint-Tropez do rodiny modelky Geneviéve Galéa s řeckými, maltskými, a chorvatskými kořeny a všeumělce - básníka, skladatele a zpěváka Guy Béarta, pocházejícího z židovské rodiny se španělskými, švýcarskými a ruskými předky.
Je nejstarší z pěti sourozenců. Zkušenost s kamerou zažila již v sedmi letech. Na cestu herecké dráhy se však odhodlala, až když spatřila na filmovém plátně Romy Schneider ve snímku Mado. V patnácti letech odjela na tři dlouhá léta do Montrealu, aby se sama zdokonalila v anglickém jazyku, zatímco tam vyučovala děti francouzštině. Zde se poprvé oficiálně dostává do hledáčku filmového agenta, který přijímá nové talenty pro film Roberta Altmana, který ovšem zůstal nerealizovaný.

## Filmová kariéra

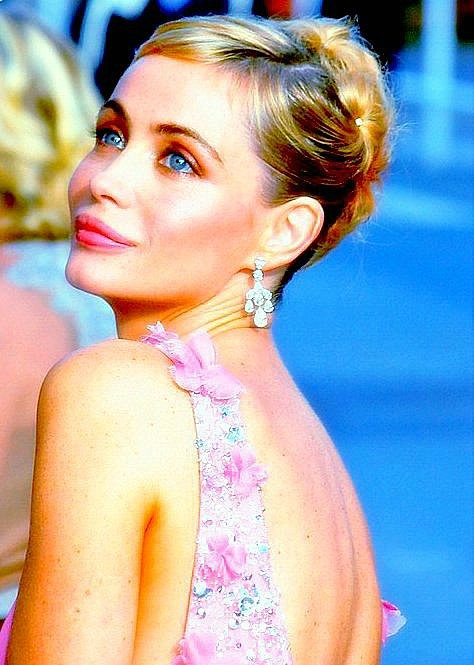
Emmanuelle Béart v roce 2004

Po návratu na rodnou půdu dostala z Kanady první filmovou příležitost v Prvních touhách. Do role ji obsadil fotograf David Hamilton, který byl okouzlen jejím espritem a přirozenou krásou. Následně již přicházejí nominace na francouzskou filmovou cenu César za snímky Zakázaná láska a Utajená láska. Její talent se naplno projevil v roli vesničanky Manon v adaptaci románu Marcela Pagnola Manon od pramene, za kterou Césara získala ve třiadvaceti letech.
Rok na to již hraje za oceánem v bohužel pro ni neúspěšném filmu Schůzka s andělem. Pak následuje spolupráce s Pierrem Richardem v divácky úspěšné bláznivé komedii Nalevo od výtahu a další dvě nominace na Césara, nejprve za roli prostitutky Marie, která se vrací do života z vězení ve filmu Nezřízené děti, a poté ve snímku režiséra Jacquese Rivetta Krásná hašteřilka , kde ztvárnila postavu modelky Marianne, která stojí předlohou pro dokončení zapomenutého obrazu starého malíře. I v dalším filmu Nelly a pan Arnaud si za výkon vysloužila nominaci. Po americké spolupráci na akčním Mission: Impossible získala ještě několik dalších Césarových nominací, které neproměnila.

## Soukromý život
Vedle filmové práce také intenzivně hraje na divadelních pódiích. V roce 1993 se provdala za filmového herce Daniela Auteuileho, s nímž si zahrála ve třech filmech a z jejichž vztahu se narodila dcera Nelly (nar. 1992). O dva roky později se rozvedli a nový poměr začala s hudebníkem Davidem Moreauem. Ten je i otcem jejího syna Johana (nar. 1996).
Je vegetariánkou a bojovnicí za práva imigrantů. Byla také jmenována velvyslankyní UNICEF. V roce 2003, ve svých 40 letech, se objevila odhalená na obalu francouzského módního časopisu Elle a dodnes je toto vydání nejprodávanějším číslem magazínu v historii.

## Filmografie

### Filmy
- Bye Bye Blondie, 2011

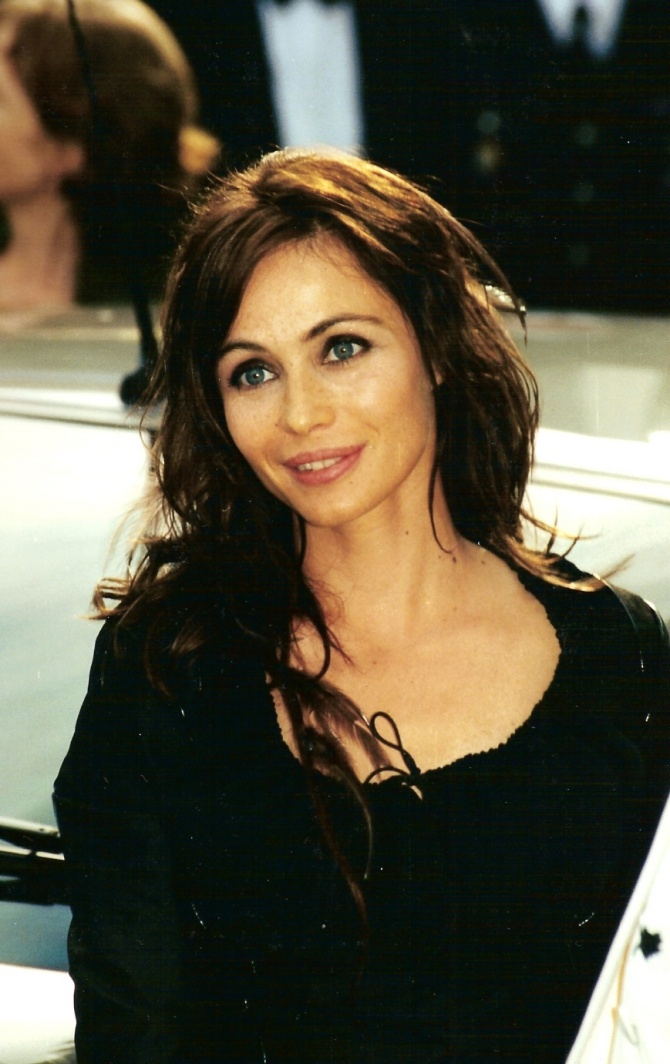
Emmanuelle Béartová, 2000

- Le Grand restaurant II, TV film, 2011
- Ça commence par la fin, 2010
- Ma compagne de nuit, 2010
- Nous trois, 2010
- Au siècle de Maupassant: Contes et nouvelles du XIXème siècle, TV seriál, 2009
- Disco, 2008
- Mes Stars et moi, 2008
- Vinyan, 2008
- Le Héros de la famille, 2006
- D´Artagnan a tři mušketýři, TV film, 2005
- Peklo, 2005
- Un fil à la patte, 2005
- À boire, 2004
- Jimmy Glick v Lalawoodu, 2004
- Profession: actrice, TV film, 2003
- Příběh Marie a Juliena, 2003
- Zbloudilí, 2003
- Žena mého muže, 2003
- 8 žen, 2002
- La Répétition, 2001
- Voyance et manigance, 2001
- Sentimentální osudy, 2000, nominace na Césara
- Elephant Juice, 1999
- Pusa / Vánoční nadělení, 1999
- Čas znovu nalezený, 1999
- Don Juan, 1998
- Zloděj života, 1998
- Le Dernier chaperon rouge, 1996
- Mission: Impossible, 1996
- Francouzka, 1995, hrála s manželem D. Auteuilem
- Nelly a pan Arnaud, 1995, nominace na Césara
- L' Enfer, 1994
- Rupture(s), 1993
- Srdce v zimě, 1992, hrála s D. Auteuilem, nominace na Césara
- Le Bateau de Lu, 1991
- Contre l'oubli, 1991
- Krásná hašteřilka, 1991, nominace na Césara
- Nelíbám, 1991
- Il Viaggio di Capitan Fracassa, 1991
- Marie-Antoinette, reine d'un seul amour, TV film, 1989
- Nezřízené děti, 1989, nominace na Césara
- Nalevo od výtahu, 1988
- Date with an Angel, 1987
- La Femme de sa vie, TV film, 1986
- Manon od pramene, 1986, hrála s D. Auteuilem, obdržela Césara
- Utajená láska, 1985, nominace na Césara
- Et demain viendra le jour, TV film, 1984
- Raison perdue, TV film, 1984
- Un amour interdit, 1984, nominace na Césara
- První touhy, 1983
- Zacharius, TV film, 1983
- Demain les mômes, 1975
- La Course du lièvre à travers les champs, 1972

### Dokumentární filmy
- French Beauty, TV film, 2005
- Premiers pas, TV film, 2005
- Searching for Debra Winger, 2002
- Un jour dans la vie du cinéma français, TV film, 2002
- Le Zénith des enfoirés, video film, 1997
- Cinéma de notre temps: André Téchiné, après la Nouvelle Vague..., TV film, 1995